# Dmitri Lapkes
Dmitri Lapkes (rusă Дмитрий Лапкес, belarusă Зміцер Лапкес; n. 4 iunie 1976, Minsk, RSS Bielorusă, URSS) este un scrimer belarus specializat pe sabie, vicecampion mondial în 2011 și dublu vicecampion european în 2000 și în 2007, tot pe echipe. A participat la patru ediții ale Jocurilor Olimpice: Sydney 2000, Atena 2004, unde a terminat pe locul 4, Beijing 2008 și Londra 2012.

## Legături externe
- Prezentare[nefuncțională]
 la Confederația Europeană de Scrimă
- en Dmitri Lapkes la Olympedia.org